# Orientsolfågel
Orientsolfågel (Cinnyris ornatus) är en fågel i familjen solfåglar inom ordningen tättingar.

## Utseende och läte
Orientsolfågel är en liten solfågel. Båda könen har ostreckat olivgrön rygg, gul buk och vita kanter på stjärten som syns tydligt i flykten. Hanen uppvisar en glänsande blå strupe, medan honan har gul strupe och gult ögonbrynsstreck. Hona brunstrupig solfågel har också gul buk, men är större med tjockare näbb och utan vitt på stjärten. Ett stigande "dwee" är ett bekant fågelläte, till och med i städer.

## Utbredning och systematik
Orientsolfågeln förekommer i sydöstra Asien. Den delas in i åtta underarter med följande utbredning:
- Cinnyris ornatus andamanicus – Andamanöarna
- Cinnyris ornatus klossi – Nikobarerna utom Car Nicobar och Katchal
- Cinnyris ornatus proselius – ön Car Nicobar
- Cinnyris ornatus blanfordi – Katchal i centrala Nikobarerna
- Cinnyris ornatus flammaxillaris – Myanmar till Thailand, Kambodja och norra Malackahalvön (söderut till Pinang)
- Cinnyris jugularis ornatus – södra Malackahalvön till Sumatra, Borneo, Java, Små Sundaöarna och närliggande öar
- Cinnyris jugularis polyclystus – Enggano utanför västra Sumatra
- Cinnyris jugularis rhizophorae – södra och sydöstra Kina, inklusive Hainan, samt i norra Vietnam

Fågeln kategoriserades tidigare som del av Cinnyris jugularis, men erkänns sedan 2023 som egen art av både IOC och eBird/Clements.

## Levnadssätt
Orientsolfågeln är en aktiv solfågel som hittas i skogsbryn, parker och trädgårdar. I större delen av sitt stora utbredningsområde är orientsolfågeln den vanligaste stadslevande solfågeln.

## Status
IUCN erkänner den ännu inte som egen art, varför dess hotstatus inte bedömts.